# Rumsultanatet
Rumsultanatet var en tyrkisk-persisk, sunnimuslimsk statsdannelse, som en udbryderstat af det gamle seljukiske rige, som overtog det gamle græske Anatolien fra Det Østromerske rige. Rumsultanatet opstod i 1077, da guvernør Suleiman Qutalmash begik oprør. Riget havde hovedstad i dagens Konya, og startede sin ekspansion og var i lang tid en ubestridt stormagt i Anatolien. I anden halvdel af 1200-tallet blev riget en mongolsk vasalstat, og begyndte at opløses som følge af politisk ustabilitet, oprør og borgerkrige.

## Historie
Suleiman Qutalmash var en fjern slægtning af seljuk-sultanen Malik Shah, men han erklærede sig i 1077 for sultan. Da Suleiman døde, blev hans arving, Kilic Arslan taget til fange, men da Malik selv døde, blev Kilic løsladt og kom i 1086 tilbage til Centralanatolien. Kilic Arslan var dog snart optaget af at føre defensiv krig mod korsfarerne og blev skubbet væk fra Marmarakysten, hvor hans hovedstad Iznik, blev udskiftet med Konya. Efter en tids ustabilitet kom Mesud på magten i det rumseljukiske rige, ca. 1116, for at endelig stabilisere landet.
Med Mesud på magten indledtes landets storhedstid. Han ekspanderede landets grænser, og Kayseri og Ankara blev erobret. Landets stabilitet blev bevist ved at storhedstiden varede ved efter Mesuds død i 1156, da man slog byzantinerne, og danishmenderne og indtog Sivas og andre byer. På trods af tysk korstogsbesættelse i 1190, kom riget sig hurtigt. I slutningen af Kilij Arslans regeringstid opstod en borgerkrig om tronen mellem Kaykhusraw og hans bror Suleiman, som han tabte i slutningen af 1190’erne. Suleiman førte dog mislykket krig mod Georgien, og erstattet af hans bror som var upopulær, og således bringe Kaykhusraw på tronen, i 1205. Rumsultanatets storhedstid varede ved, og blev intensiveret under Kaykhusraws tid og hans efterfølgere. Han erobrede havnebyen Antalya, og hans efterfølgere erobrede Sinop, og skabte således adgang til Middelhavet og Sortehavet. Rumsultanatet var en mindre vigtig handelsrute, men med adgang til havene, blev det pludseligt stort. Rumseljukkerne strammede kontrollen indadtil, hvilket måske kunne havde været årsag til oprøret i slutningen af 1230’erne ledt af en imam. Da Rumseljukkerne nu var en væsentlig stormagt, fortsatte det sin ambitiøse ekspansionspolitik, hvor man søgte mellemøstlig indflydelse, heriblandt blev Diyarbekir erobret.

## Forfald
I 1239 fandt et oprør sted ledt af en såkaldt baba, en sufimuslimsk prædikant, som var en blandt disse sufier, som adskilte sig fra andre tyrkiske muslimer, og kaldte til opløsningen af deres autoritet over sufierne. Dette var et vellykket oprør og tog tre år før man bragte der ned. Da oprøret var nede, dukkede en ny trussel op; mongolerne havde længe ekspanderet og underlagt sig store lande og nationer, og var nået til Anatolien. I 1243, stod mongolske styrker, nær Sivas, og ødelagde rumseljukkerne, og tvang dem til at blive vasaller. Efter Kaykhusraws død, i 1246, blev hans rige de facto splittet mellem hans sønner, for 15 år, inden mongolerne henrettede dem og installerede Kaykhusraw den 3. på magten i 1265.
På dette tidspunkt havde Kaykhusraw begyndt internt i det område for mongolerne han var vasal for, at tildele autonomi til “beys”, til herrer som etablerede i sig i områder de havde fået forlenet af Kaykhusraw. En af disse beys var Ertugrul, som var far til Osman som selv blev bey i 1281. Dette emirat eller beylik ville vokse ud af seljukkernes sultanat, og blive uafhængigt, og underlægge sig de andre emirater og blive den nye stormagt i Anatolien og resten af verden. Dette lille emirat blev til det senere osmanniske rige. I midten af 1280’erne havde Kaykhusraw reelt kun kontrol i området omkring Konya, og hans beys anerkendte ham kun på papiret. Da han blev henrettet i 1284, gik det for alvor ned af bakke; der opstod interne dynastiske stridigheder, således af autoriteten i Rumsultanatets områder blev yderligere decemtraliseret, og deres beyliks forsvandt ud af hænderne på dem en efter en, heriblandt det senere osmanniske, i 1299. I 1308, faldt riget sammen, da Mesud den anden og hans søn blev dræbt.

## Kultur
Rumsultanatet var under stærk persisk indflydelse, til den grad at dynastiets børn fik persiske navne, som også var administrationens sprog. Derudover forblev der græsk indflydelse i staten, og den græske adel vedblev og græske bønder beholdt deres jord, i forhold til osmannerne, som vil efterfølge sultanatet. Persisk litteratur var også dominerende, og moskeer blev opført i henhold til persiske standarder. Meget af det som Rumseljukkerne gjorde lagde grund for osmannerne. Heriblandt blev ikke-muslimer slavegjort og ført i hæren som konvertitter, hvilket lignede osmannernes dershirme. Rumseljukiske mønter blev stadig brugt, indtil slutningen af 1300-tallet.